# Графічне позначення Пенроуза

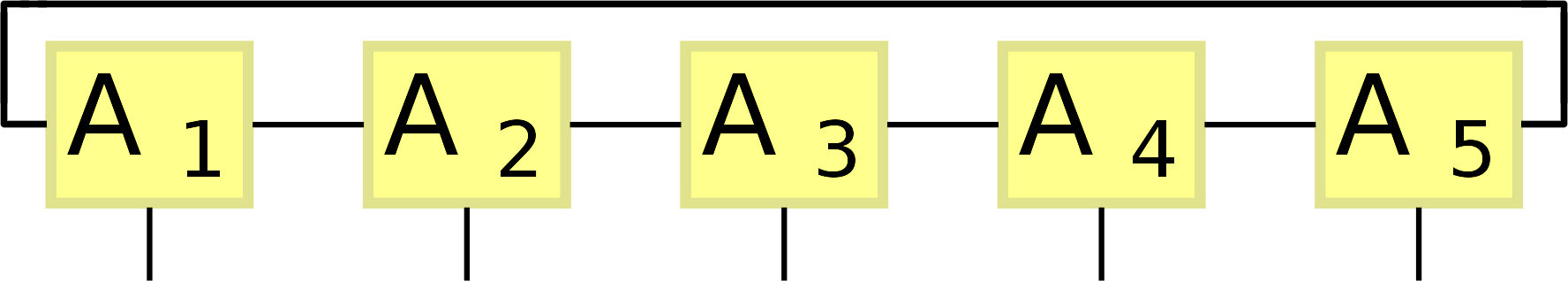
Графічне позначення Пенроуза (позначення на тензорній діаграмі) стану матричного добутку п’яти частинок.

У математиці та фізиці графічне позначення Пенроуза або тензорна діаграма — це (як правило рукописне) візуальне зображення мультилінійних функцій або тензорів, запропоноване Роджером Пенроузом у 1971 році.  Діаграма в нотації складається з кількох фігур, з’єднаних між собою лініями. Нотація була широко вивчена Предрагом Цвітановичем, який використовував її, діаграми Фейнмана та інші пов’язані нотації для розробки нотації «пташиного сліду» (теоретико-групова версія діаграм Фейнмана) для класифікації класичних груп Лі.  Позначення Пенроуза також було узагальнено за допомогою теорії представлень до спінових мереж у фізиці та за допомогою груп матриць до діаграм сліду в лінійній алгебрі. Цей графічний запис широко застосовується в сучасній квантовій теорії, зокрема в станах матричного добутку та квантових схемах .

## Інтерпретації

### Мультилінійна алгебра
Мовою мультилінійної алгебри кожна фігура представляє мультилінійну функцію. Лінії, прикріплені до фігур, представляють вхідні або вихідні дані функції, а приєднання фігур певним чином є, по суті, композицією функцій.

### Тензори
Мовою тензорної алгебри окремий тензор асоціюється з певною формою з багатьма лініями, які виходять вгору та вниз, що відповідає абстрактним верхнім та нижнім індексам тензору відповідно. Сполучні лінії між двома фігурами відповідають згортці за відповідними індексами. Однією з переваг цієї нотації є те, що не потрібно винаходити нові букви для позначення нових індексів. Ця нотація також явно не залежить від базису. 

### Матриці
Кожна фігура представляє матрицю, тензорний добуток позначається горизонтально, а множення матриць виконується вертикально.

## Зображення спеціальних тензорів

### Метричний тензор
Метричний тензор представлений U-подібною петлею або перевернутою U-подібною петлею, залежно від типу тензора, що використовується.
| {\displaystyle g^{ab}} | {\displaystyle g_{ab}} |

### Тензор Леві-Чивіти
Антисиметричний тензор Леві-Чивіти представлений товстою горизонтальною смужкою з ніжками, спрямованими вниз або вгору, залежно від типу тензора, що використовується.
| {\displaystyle \varepsilon _{ab\ldots n}} | {\displaystyle \varepsilon ^{ab\ldots n}} | {\displaystyle \varepsilon _{ab\ldots n}\,\varepsilon ^{ab\ldots n}} · {\displaystyle =n!} |

### Структурна константа

структурна константа

Структурні константи ( {\displaystyle {\gamma _{ab}}^{c}} ) алгебри Лі представлені невеликим трикутником з однією лінією, напрямленою вгору, і двома лініями, напрямленими вниз.

## Тензорні операції

### Згортка індексів
Згортка індексів представлена за допомогою з'єднання індексних ліній. Наприклад, наступними є позначення дельти Кронекера та скалярного добутку:
| {\displaystyle \delta _{b}^{a}} | {\displaystyle \beta _{a}\,\xi ^{a}} | {\displaystyle g_{ab}\,g^{bc}=\delta _{a}^{c}=g^{cb}\,g_{ba}} |

### Симетризація
Симетризація індексів представлена товстою зиґзаґоподібною або хвилястою смужкою, що горизонтально перетинає індексні лінії.
| {\displaystyle Q^{(ab\ldots n)}} · {\displaystyle {}_{Q^{ab}=Q^{[ab]}+Q^{(ab)}}} |

### Антисиметризація
Антисиметризація індексів представлена товстою прямою смужкою, яка перетинає індексні лінії горизонтально.
| {\displaystyle E_{[ab\ldots n]}} · {\displaystyle {}_{E_{ab}=E_{[ab]}+E_{(ab)}}} |

## Визначник
Визначник формується шляхом застосування антисиметризації до індексів.
| {\displaystyle \det \mathbf {T} =\det \left(T_{\ b}^{a}\right)} | {\displaystyle \mathbf {T} ^{-1}=\left(T_{\ b}^{a}\right)^{-1}} |

### Коваріантна похідна
Коваріантну похідну ( {\displaystyle \nabla } ) представлено колом навколо тензора (або декількох), що диференціюється, та лінією, з’єднаною з колом, яка вказує вниз, щоб представити нижній індекс похідної.
| {\displaystyle 12\nabla _{a}\left(\xi ^{f}\,\lambda _{fb[c}^{(d}\,D_{gh]}^{e)b}\right)} · {\displaystyle =12\left(\xi ^{f}(\nabla _{a}\lambda _{fb[c}^{(d})\,D_{gh]}^{e)b}+(\nabla _{a}\xi ^{f})\lambda _{fb[c}^{(d}\,D_{gh]}^{e)b}+\xi ^{f}\lambda _{fb[c}^{(d}\,(\nabla _{a}D_{gh]}^{e)b})\right)} |

## Тензорні маніпуляції
Діаграматична нотація корисна для маніпулювання тензорною алгеброю. Зазвичай це включає кілька простих «тотожностей» тензорних маніпуляцій.
Наприклад, {\displaystyle \varepsilon _{a...c}\varepsilon ^{a...c}=n!}, де n є кількістю вимірів, є загальновживаною тотожністю в тензорних маніпуляціях.

### Тензор кривини Рімана
Тотожності Річчі та Б’янкі, задані в термінах тензора кривини Рімана, ілюструють потужність такого позначення
|  | {\displaystyle R_{ab}=R_{acb}^{\ \ \ c}} | {\displaystyle (\nabla _{a}\,\nabla _{b}-\nabla _{b}\,\nabla _{a})\,\mathbf {\xi } ^{d}} · {\displaystyle =R_{abc}^{\ \ \ d}\,\mathbf {\xi } ^{c}} | {\displaystyle \nabla _{[a}R_{bc]d}^{\ \ \ e}=0} |

## Розширення
Позначення було розширено завдяки спінорам і твісторам .  

## Дивіться також
- Діаграми Фейнмана
- Мультилінійна алгебра
- Стан матричного добутку
- Тензор
- Тензорні мережі